# Gare de Gavere-Asper
La gare de Gavere-Asper est une gare ferroviaire belge de la ligne 86, de Basècles-Carrières à De Pinte. Elle est située sur le territoire de la commune de Gavere, à proximité de la section d'Asper, dans la province de Flandre-Orientale en Région flamande.
Mise en service en 1857 par la Compagnie du chemin de fer Hainaut et Flandres, c'est une halte de la Société nationale des chemins de fer belges (SNCB), desservie par des trains omnibus (L) et heure de pointe (P).

## Situation ferroviaire
Établie à 8 mètres d'altitude, la gare de Gavere-Asper est située au point kilométrique (PK) 23,401 de la ligne 86, de Basècles-Carrières à De Pinte, entre les gares de Zingem et d'Eke-Nazareth.
Elle est située à l'extrémité nord du tronçon à deux voies qui débute avant la gare de Zingem.

## Histoire
La « gare de Gavre » est mise en service le 28 juin 1857 par la Compagnie du chemin de fer Hainaut et Flandres, lorsqu'elle ouvre à l'exploitation les 18 km de la section d'Audenarde à la Pinte, de sa ligne de Saint-Ghislain à Gand.
En 1872, elle est renommée « Gavre-Asper » et en 1883 son nom devient « Gavere ». En 1884, un plan incliné est construit avec d'anciennes traverses, pour permettre le chargement en tête des wagons pour des animaux. En 1888, elle est équipée d'un pont-bascule et en 1896 elle est ouverte à tous les transports. Vers 1900 les quais sont devant le bâtiment voyageurs (voir images ci-dessous).

La gare vers 1900
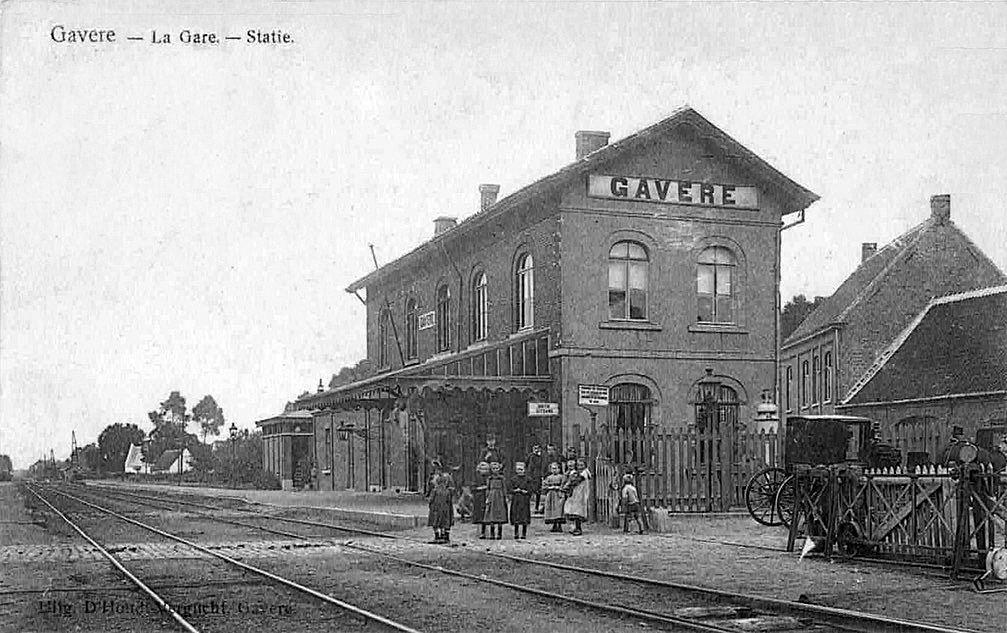
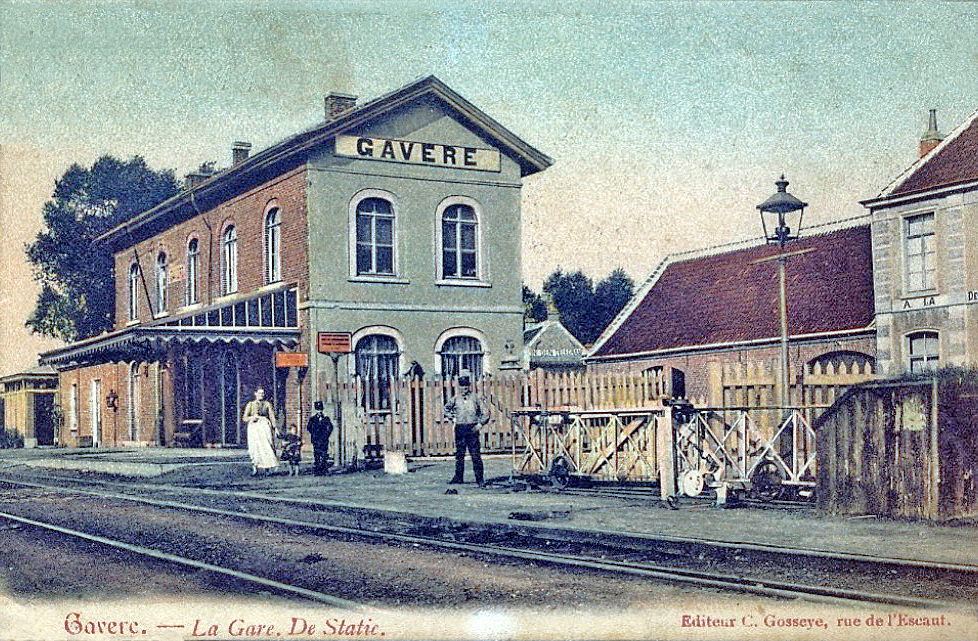
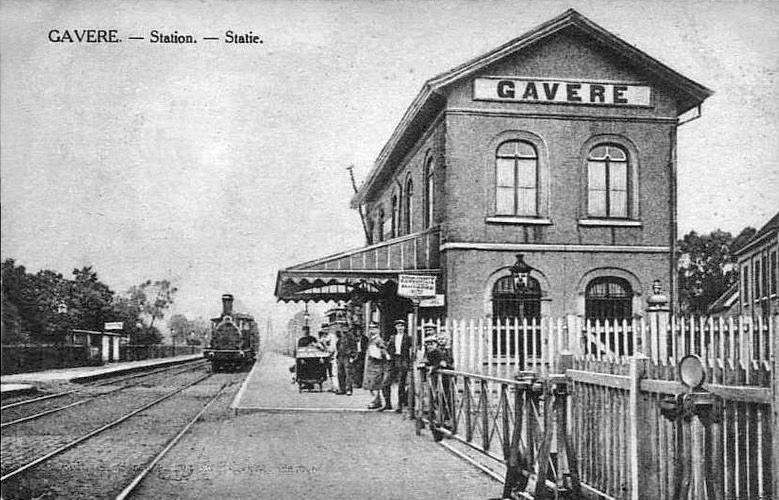

Vers 1946 elle est renommée « Gavere-Asper ». En octobre 1984, une enquête réalise un comptage dans l'environnement de gares, dont notamment celle de Gavere-Asper cela permet de prévoir l'installation d'un parc à vélo d'une contenance de 180 places, installé vers la fin de l'année 1985.
En 1989, les trains s'arrêtent toujours devant le bâtiment voyageurs qui est encore en service (voir photo ci-dessous). En 2009 le bâtiment est toujours présent mais fermé et les quais n'existent plus ils ont été déplacés de l'autre côté du passage à niveau (voir photos ci-dessous et dans l'infobox).

Le bâtiment voyageurs avant et après sa fermeture
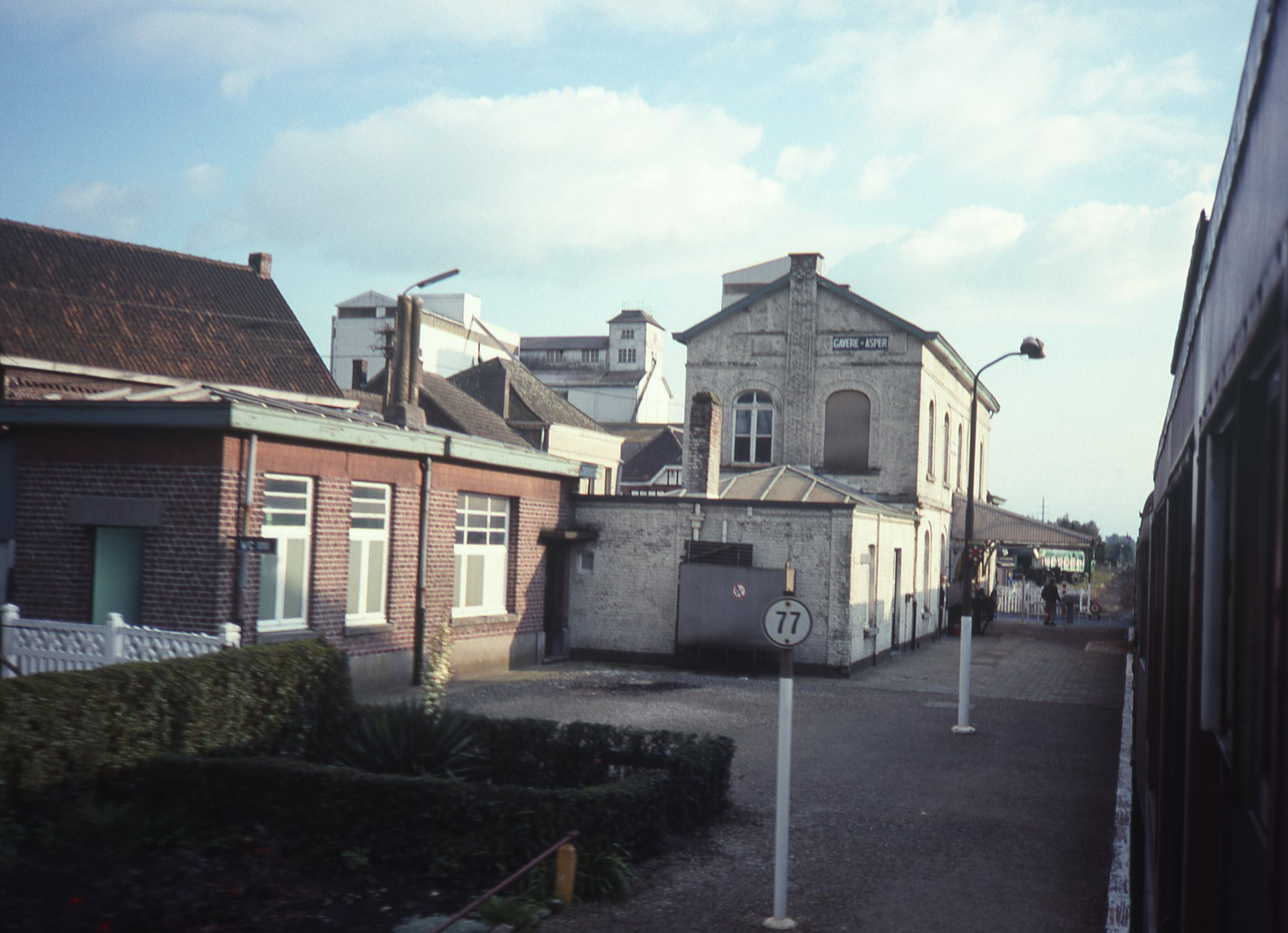
1989, desserte.
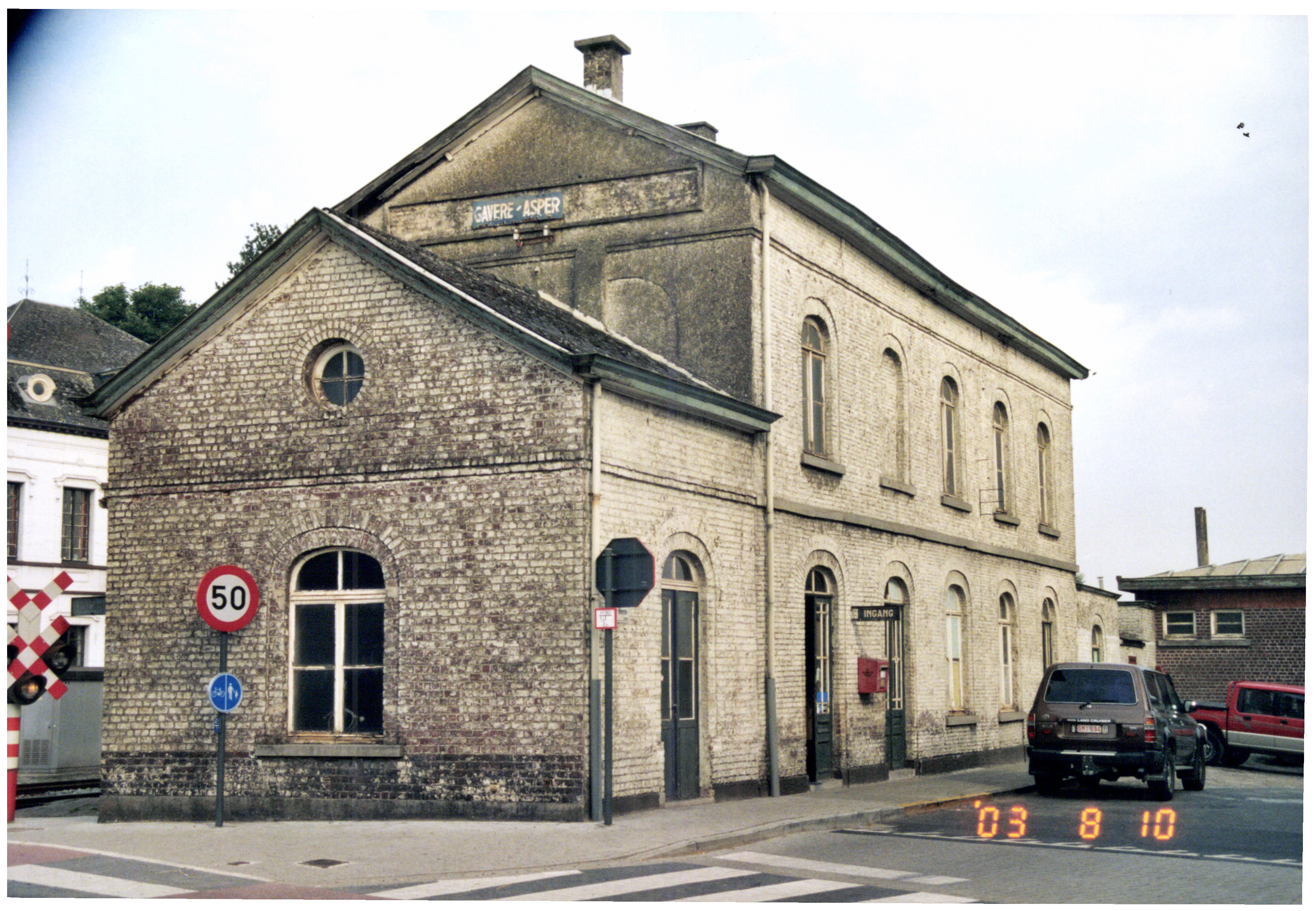
2003.
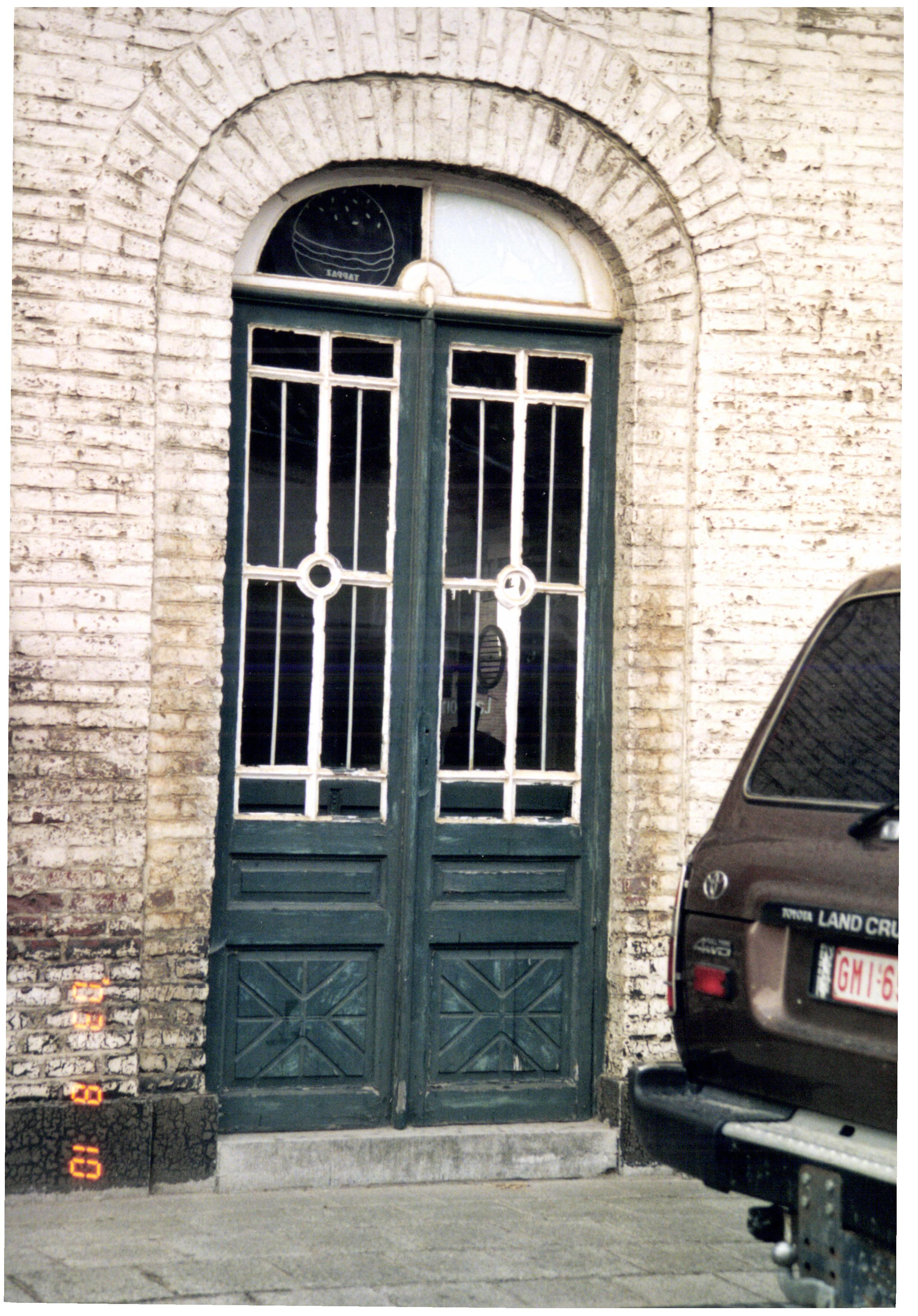
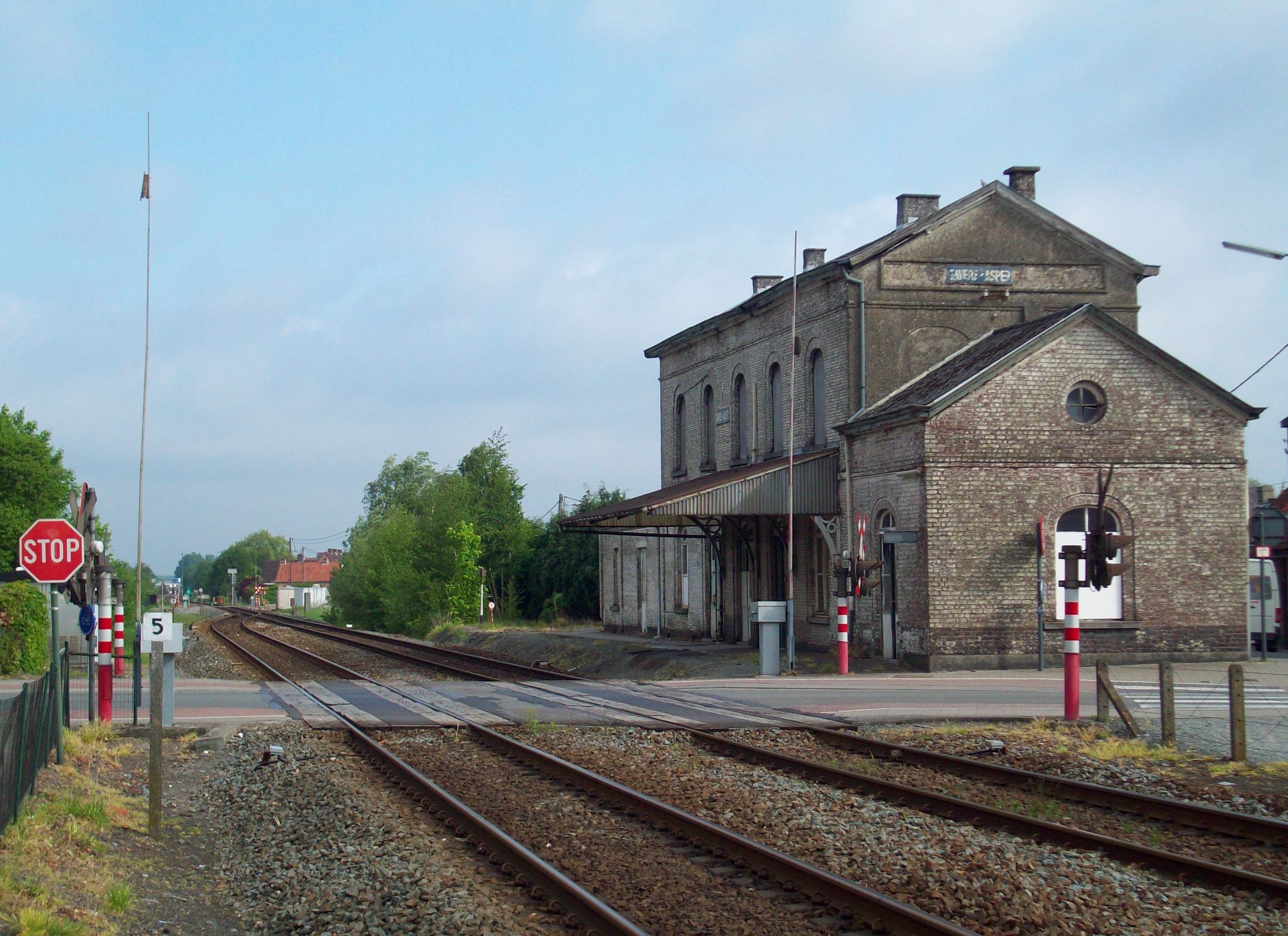
2009, fermé.
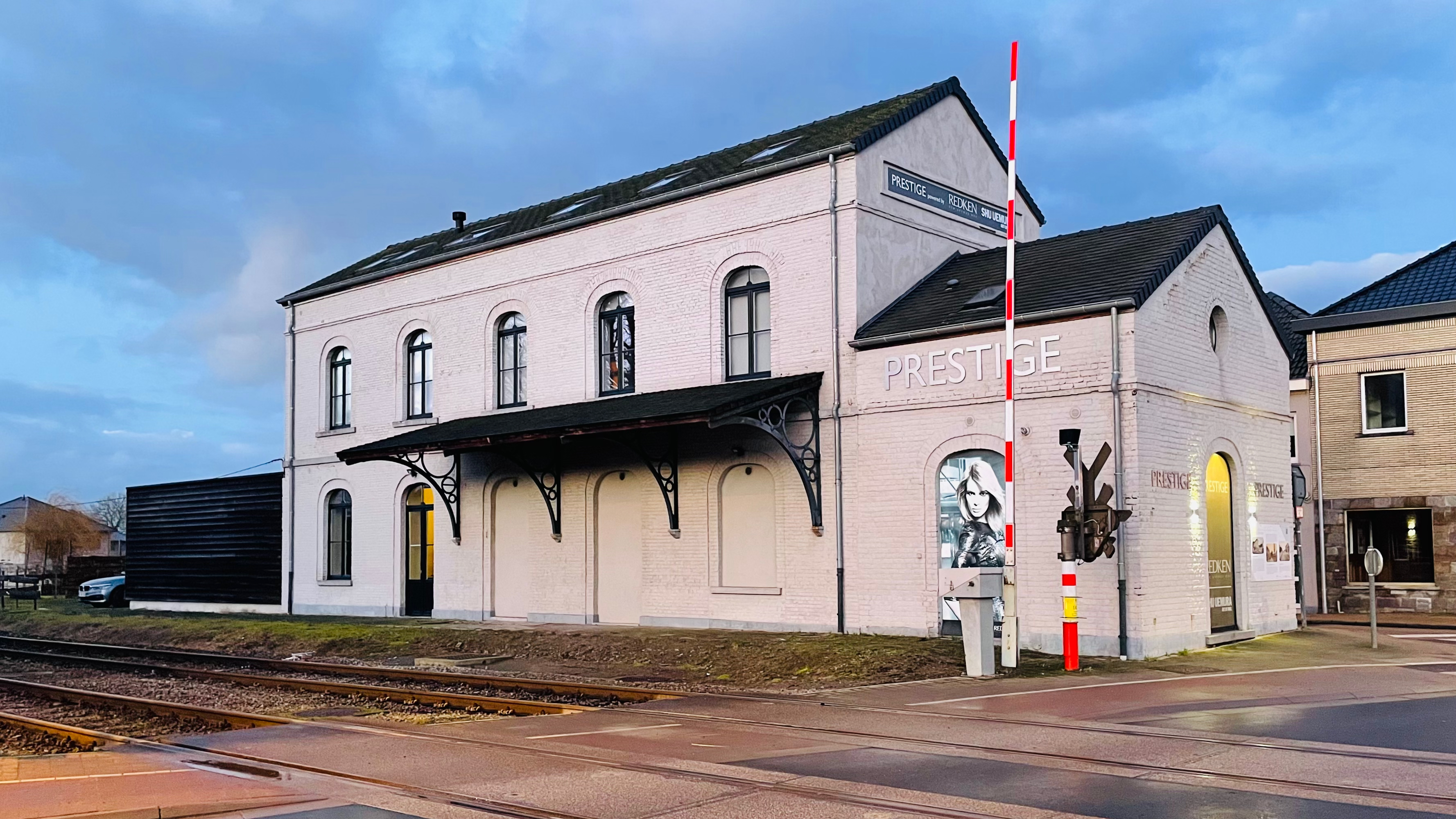
2022, réhabilité.

En octobre 2018, lors du comptage visuel annuel des voyageurs, la gare enregistre une fréquentation de 208 800 voyageurs/an.

## Service des voyageurs

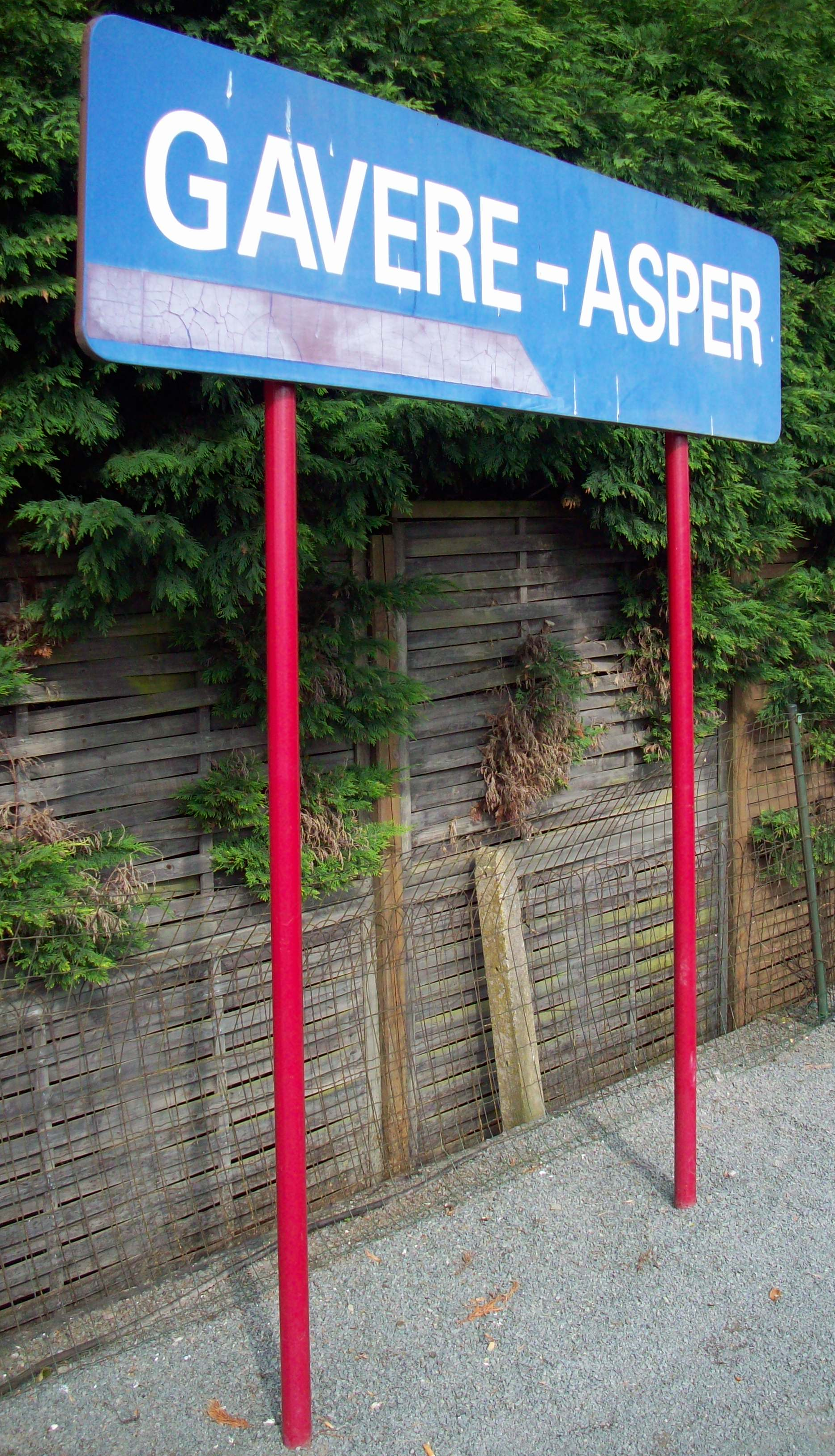
Panneau de quai.

### Accueil
Halte SNCB, c'est un point d'arrêt non géré (PANG) à accès libre. Elle est équipée d'un automate pour l'achat de titres de transport. Elle dispose de deux quais avec des abris, le passage d'un quai à l'autre s'effectue par le passage à niveau routier.

### Desserte
Gavere-Asper est desservie par des trains Suburbains (S51) et d'Heure de pointe (P) de la SNCB, circulant sur la ligne commerciale 86 (voir brochure SNCB).
En semaine, la desserte est constituée de trains S51 entre Renaix, Audenarde, Gand-Saint-Pierre et Eeklo, cadencés à l'heure, renforcés par :
- deux trains P entre Renaix, Gand-Saint-Pierre et Grammont (le matin, retour l’après-midi) ;
- un train S51 entre Renaix et Gand-Saint-Pierre (le matin, retour l’après-midi) ;
- un train P entre Grammont et Gand-Saint-Pierre (le matin, retour vers midi).

Les week-ends, seuls circulent les trains S51 entre Renaix et Eklo, à la fréquence d'un train par heure le samedi et d'un toutes les deux heures les dimanches et jours fériés.

### Intermodalité
Un parc pour les vélos et un parking pour les véhicules y sont aménagés.
Des arrêts de bus, situés à proximité, sont desservis par les lignes 44 et 46.

## Comptage voyageurs
Ce graphique et tableau montre le nombre de voyageurs embarquant en moyenne durant la semaine, le samedi et le dimanche.
| Nombre de passagers qui embarquent à la gare de Gavere-Asper | Nombre de passagers qui embarquent à la gare de Gavere-Asper | Nombre de passagers qui embarquent à la gare de Gavere-Asper | Nombre de passagers qui embarquent à la gare de Gavere-Asper |
|                                                              | Semaine                                                      | Samedi                                                       | Dimanche                                                     |
| ------------------------------------------------------------ | ------------------------------------------------------------ | ------------------------------------------------------------ | ------------------------------------------------------------ |
| 1977                                                         | 324                                                          | 50                                                           | 31                                                           |
| 1978                                                         | 368                                                          | 42                                                           | 25                                                           |
| 1979                                                         | 373                                                          | 45                                                           | 27                                                           |
| 1980                                                         | 409                                                          | 44                                                           | 26                                                           |
| 1981                                                         | 371                                                          | 60                                                           | 25                                                           |
| 1982                                                         | 378                                                          | 62                                                           | 34                                                           |
| 1983                                                         | 465                                                          | 62                                                           | 34                                                           |
| 1984                                                         | 414                                                          | 65                                                           | 35                                                           |
| 1985                                                         | 419                                                          | 64                                                           | 49                                                           |
| 1986                                                         | 361                                                          | 71                                                           | 57                                                           |
| 1987                                                         | 375                                                          | 46                                                           | 39                                                           |
| 1988                                                         | 451                                                          | 49                                                           | 45                                                           |
| 1989                                                         | 436                                                          | 58                                                           | 33                                                           |
| 1990                                                         | 481                                                          | 84                                                           | 30                                                           |
| 1991                                                         | 456                                                          | 74                                                           | 31                                                           |
| 1992                                                         | 467                                                          | 80                                                           | 45                                                           |
| 1993                                                         | 493                                                          | 103                                                          | 59                                                           |
| 1994                                                         | 503                                                          | 53                                                           | 45                                                           |
| 1995                                                         | 450                                                          | 44                                                           | 44                                                           |
| 1996                                                         | 527                                                          | 67                                                           | 57                                                           |
| 1997                                                         | 539                                                          | 55                                                           | 58                                                           |
| 1998                                                         | 505                                                          | 73                                                           | 55                                                           |
| 1999                                                         | 487                                                          | 58                                                           | 43                                                           |
| 2000                                                         | 437                                                          | 70                                                           | 59                                                           |
| 2001                                                         | 416                                                          | 54                                                           | 40                                                           |
| 2002                                                         | 356                                                          | 52                                                           | 77                                                           |
| 2003                                                         | 391                                                          | 88                                                           | 61                                                           |
| 2004                                                         | 391                                                          | 70                                                           | 70                                                           |
| 2005                                                         | 441                                                          | 88                                                           | 150                                                          |
| 2006                                                         | 431                                                          | 58                                                           | 182                                                          |
| 2007                                                         | 431                                                          | 56                                                           | 97                                                           |
| 2008                                                         | -                                                            | -                                                            | -                                                            |
| 2009                                                         | 458                                                          | 74                                                           | 62                                                           |
| 2010                                                         | -                                                            | -                                                            | -                                                            |
| 2011                                                         | -                                                            | -                                                            | -                                                            |
| 2012                                                         | 555                                                          | 89                                                           | 88                                                           |
| 2013                                                         | 502                                                          | 69                                                           | 53                                                           |
| 2014                                                         | 521                                                          | 64                                                           | 104                                                          |
| 2015                                                         | 401                                                          | 60                                                           | 35                                                           |
| 2016                                                         | 409                                                          | 60                                                           | 54                                                           |
| 2017                                                         | 461                                                          | 71                                                           | 64                                                           |
| 2018                                                         | 539                                                          | 169                                                          | 106                                                          |
| 2019                                                         | 508                                                          | 109                                                          | 84                                                           |
| 2020                                                         | 329                                                          | 101                                                          | 62                                                           |
| 2021                                                         | -                                                            | -                                                            | -                                                            |
| 2022                                                         | 433                                                          | 135                                                          | 90                                                           |
| 2023                                                         | 486                                                          | 130                                                          | 88                                                           |
| 2024                                                         | 478                                                          | 129                                                          | 89                                                           |

## Patrimoine ferroviaire
L'ancien bâtiment voyageurs est toujours présent à côté du passage à niveau. Délabré en 2009 et mis en vente, il a depuis été restauré et accueille un salon de coiffure « Prestige » ; le nouveau propriétaire a conservé la marquise de quai mais a démoli l'aile basse à toit plat au profit d'un garage. 
Ce bâtiment, datant de l'origine de la ligne, est le dernier survivant d'une série de cinq bâtiments identiques construit par la Compagnie du chemin de fer Hainaut et Flandres ou par la compagnie qui s'était vu octroyer la première concession pour construire la ligne